# HD 15115
Désignations
HD 15115 est une étoile unique de la constellation de la Baleine. Elle est facilement visible aux jumelles ou à un petit télescope, mais elle est considérée comme trop faible pour être vu à l’œil nu à une magnitude apparente de 6,76. La distance cette étoile est de 160 années-lumière sur la base de la parallaxe, et il s’éloigne lentement à une vitesse radiale d’environ 1 km/s. Il a été proposé comme membre du groupe mouvant de Beta Pictoris ou de l’association Toucan-Horloge des étoiles co-mobiles (il existe une certaine ambiguïté quant à sa véritable appartenance).
Cet objet a un type spectral F4IV, ce qui suggère qu’il s’agit d’une étoile sous-géante vieillissante qui a épuisé la réserve d’hydrogène dans son noyau. MacGregor et al. (2015) la classent plutôt comme une jeune étoile jaune-blanc de la séquence principale avec un type spectral F2V. Les estimations de l’âge donnent une valeur de 500 millions d’années, tandis que l’appartenance au groupe mouvant de Beta Pictoris indiquerait un âge d’environ 21 ± 4 millions d’années. Elle a 1,19 fois la masse du Soleil, 1,39 fois le rayon du Soleil, et a un taux de rotation relativement élevé avec une vitesse de rotation projetée de 90 km/s. L’étoile rayonne 3,74 fois la luminosité du Soleil à partir de sa photosphère à une température effective de 6 811 K. Sa métallicité — l’abondance d’éléments autres que l’hydrogène et l’hélium — est presque la même que dans le Soleil.
Il a été démontré qu'HD 15115 était entouré d’un disque de débris asymétrique, qui est vu presque de face. On pense que la raison de l’asymétrie est soit l’attraction gravitationnelle d’une étoile de passage (HIP 12545), soit une exoplanète, soit l’interaction avec le milieu interstellaire local. Un compagnon visuel de magnitude 11,35 se trouve à une séparation angulaire de 12,6" le long d’un angle de position de 195°, à partir de 2015.